# Всеобщая забастовка 1936 года

Всеобщая забастовка 1936 года — забастовка, произошедшая в Греции 13 мая 1936 года. Является крупнейшей в истории греческого рабочего движения.
В начале 1936 года в Греции был создан Народный фронт, в который вошли левые профсоюзы, отдельные социалистические группировки и крестьянская партия. На парламентских выборах 1936 года Народный фронт Греции получил 15 мест в парламенте.
Забастовочное движение набирало силу. На этот раз впереди были рабочие табачной промышленности Салоник. Правительство в ответ на требования рабочих просто расстреляло демонстрантов из пулеметов (8—9 мая), тогда было убито 12 человек и сотни ранены.
13 мая 1936 года греческими профсоюзами в знак протеста против кровавой расправы жандармерии над бастовавшими трудящимися города Салоники была организована забастовка, которая вылилась в мощное выступление рабочего класса Греции за демократические свободы, против фашизма и эксплуатации. Несмотря на репрессии, в забастовке участвовало около 500 тысяч рабочих (по греч. данным - 150-200 тысяч), ремесленников и служащих.

«События в Салониках и последовавший за ними всенародный подъём явились более высокой формой революционно-освободительной борьбы народа и проложили новые пути освободительному, народно-демократическому движению в Греции»— Из решения ЦК КПГ от 14 мая 1936 г.
Этим событиям и расстрелу демонстрантов посвящена поэма "Эпитафия" известного греческого поэта Янниса Рицоса, музыку к которой впоследствии написал композитор Микис Теодоракис.